# James Harden
James Edward Harden Jr. (* 26. August 1989 in Los Angeles, Kalifornien) ist ein US-amerikanischer Basketballspieler, der bei den Los Angeles Clippers in der NBA unter Vertrag steht. Zuvor spielte er bei den Philadelphia 76ers, Brooklyn Nets, Houston Rockets und für die Oklahoma City Thunder, die ihn im NBA-Draft 2009 ausgewählt hatten. Mit den Thunder konnte Harden im Jahr 2012 in die NBA-Finals einziehen und gewann den Titel des Sixth Man of the Year.
Nach seinem Wechsel zu den Rockets in der Saison 2012/13 entwickelte sich Harden zu einem der besten Spieler der Liga. Zu seinen Erfolgen gehören unter anderem der Gewinn des Most Valuable Player-Awards (MVP) 2018, sieben Berufungen in die NBA-Auswahl sowie neun All-Star-Nominierungen. Zudem führte der Guard die Liga dreimal im Scoring an. Mit dem Team USA konnte er zusätzlich bei den Olympischen Sommerspielen 2012 in London und bei der Weltmeisterschaft 2014 in Spanien die Goldmedaille gewinnen.
Harden ist bekannt für seinen auffälligen Bart, weswegen er auch seinen Spitznamen „The Beard“ hat. Er ist vor allem als überragender Scorer bekannt, entwickelte sich in seiner Zeit in Houston aber auch immer mehr zu einem außergewöhnlichen Aufbauspieler und Passgeber. Er nutzte auch einen Trick aus, bei dem er die Arme mit denen seines Gegenspielers verschränkte und so absichtlich Freiwürfe für sich erzeugen konnte. In der Saison 2016/17 führte er die Liga neben seinen 29 Punkten pro Spiel zusätzlich in Assists an.

## Karriere

### Amateur-Basketball

#### High School
James Harden wurde im kalifornischen Los Angeles geboren und ging wie auch die ehemaligen NBA-Spieler Jason Kapono, Ed O’Bannon und Charles O’Bannon auf die Artesia High School in Lakewood im Los Angeles County. In seinem Jahr als Senior erreichte er 18,8 Punkte und 7,9 Rebounds pro Spiel. Mit der Schulauswahl gewann er sowohl als Junior als auch als Senior die Meisterschaft des Bundesstaats mit einer Bilanz von 33:1 bzw. 33:2.

#### College

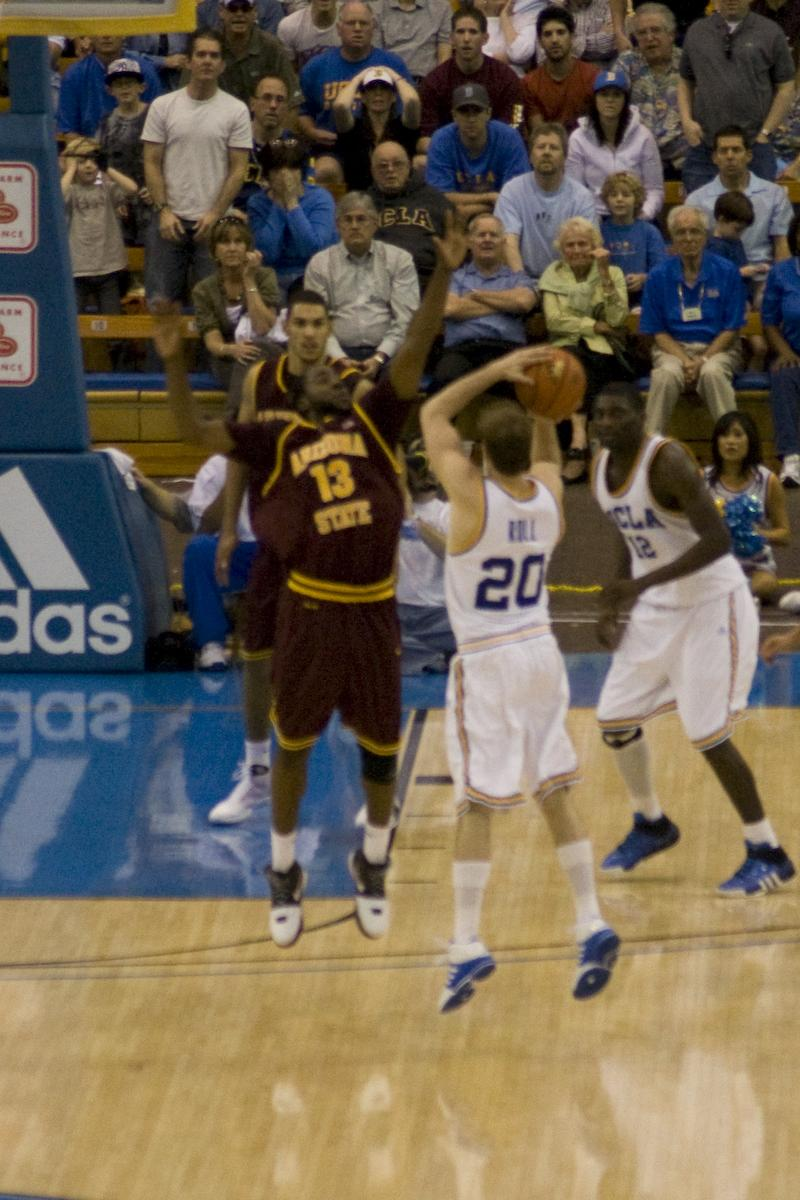
Harden in der Verteidigung für die Arizona State Sun Devils (2009)

Im Anschluss besuchte Harden die Arizona State University. Bereits in seinem zweiten Collegejahr als Sophomore für die Arizona State Sun Devils wurde er durch eine Benennung für das All-American-Team geehrt und als Spieler des Jahres seiner Conference ausgezeichnet. Er wurde im NBA-Draft 2009 an dritter Stelle von den Oklahoma City Thunder ausgewählt.

### Profi-Basketball in der NBA

#### 2009/2010
In seinem ersten Profijahr konnte sich Harden als Stammspieler bei den Thunder durchsetzen. Sein erster Einsatz in der Regular Season erfolgte am 28. Oktober 2009 in der Chesapeake Energy Arena gegen die Sacramento Kings. Er wurde bei 76 Saisonspielen für durchschnittlich 22,9 Minuten eingesetzt, allerdings kein einziges Mal in der Startformation. Er kam auf 3,2 Rebounds und 9,9 Punkte pro Spiel und 93 erfolgreiche Drei-Punkte-Würfe bei einer Trefferquote von 37,5 %. Im Spiel bei den Orlando Magic am 18. November 2009 gelangen ihm sechs Drei-Punkte-Würfe und damit sein bisheriger Karrierebestwert. In den Play-offs verloren die Thunder in der ersten Runde nach sechs Spielen gegen die Los Angeles Lakers. Harden wurde für seine Leistungen als Rookie von den Trainern der NBA in das NBA All-Rookie Second Team gewählt.

#### 2010/2011
In der Saison 2010/11 behielt Harden seine Rolle als Sixth Man. In 82 Spielen der regulären Saison, davon fünf in der Starting Five, kam er auf eine durchschnittliche Einsatzzeit von 26,7 Minuten, 12,2 Punkte und 3,1 Rebounds. Insgesamt gelangen ihm 113 Drei-Punkte-Würfe bei einer Trefferquote von 34,9 %. Am 12. Februar 2011 erreichte Harden im Spiel bei den Sacramento Kings einen neuen Karrierekord mit fünf Steals. Im Rahmen des NBA All-Star Game 2011 spielte Harden für das Team der Sophomores in der NBA Rookie Challenge.

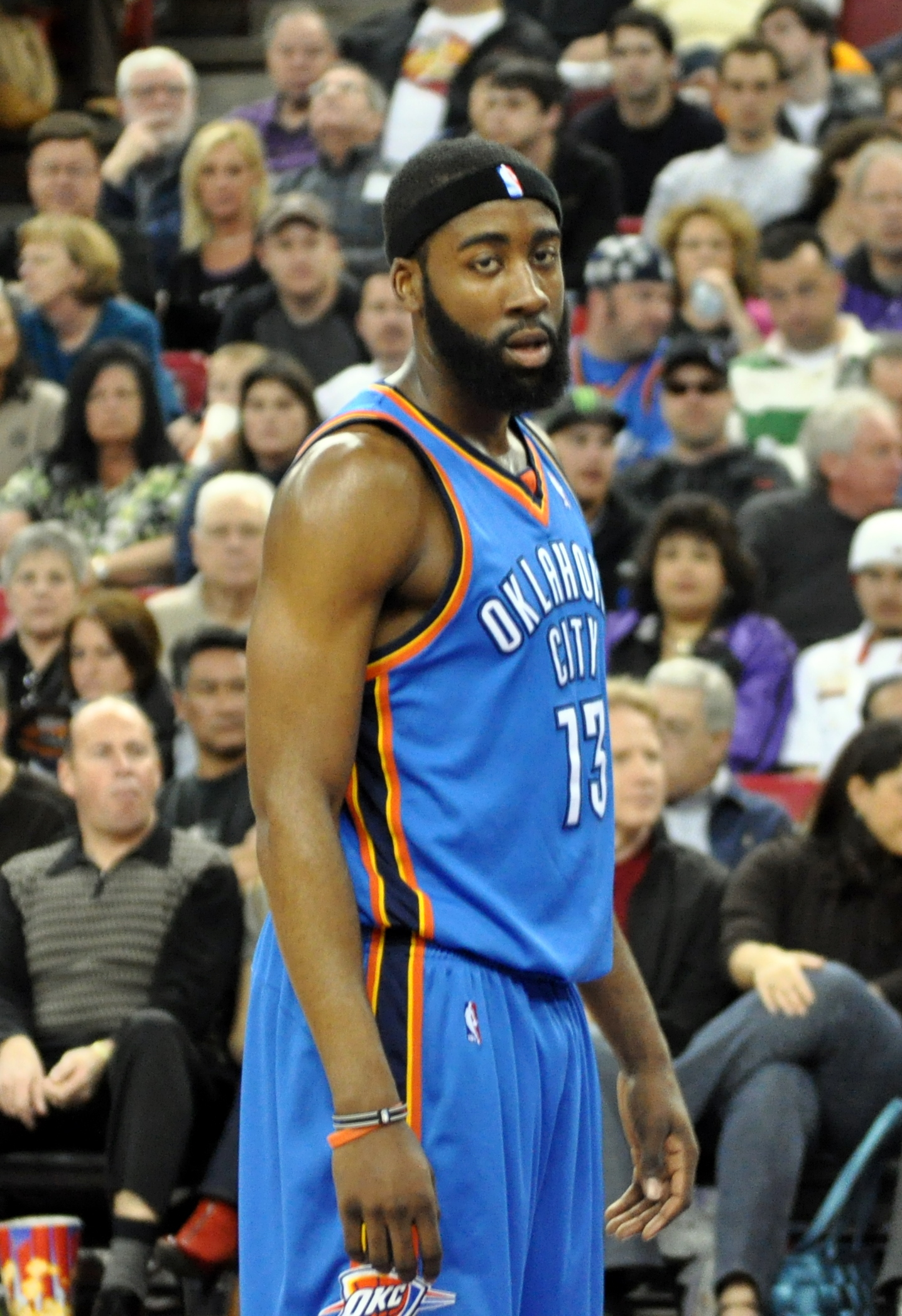
Harden bei den Oklahoma City Thunder

Als Sieger der Northwest Division und viertplatziertes Team der Western Conference erreichten die Thunder die Play-offs. Nach einem 4:1-Sieg gegen die Denver Nuggets und einem 4:3 gegen die Memphis Grizzlies unterlag das Team im Conference-Finale dem späteren Meister Dallas Mavericks mit 1:4. Während der Play-offs kam Harden auf mehr Spielanteile mit im Schnitt 31,6 Minuten.

#### 2011/2012
Während der regulären Saison 2011/12 wurde Harden länger eingesetzt, im Schnitt 31,4 Minuten, wobei er 16,8 Punkte, 4,1 Rebounds und 3,7 Assists erreichte. Er stand in 62 Spielen nur zweimal in der Starting Five, behielt also seine Funktion als Sixth Man. Im Spiel bei den Dallas Mavericks am 1. Februar 2012 gelang ihm mit 9 Assists ein neuer Karriererekord. Am 18. April 2012 erzielte er mit 40 Punkten auswärts gegen die Phoenix Suns einen neuen Karrierebestwert. 
Für Aufsehen sorgte der Schlag mit dem Ellenbogen von Metta World Peace, der Harden im Ligaspiel am 22. April 2012 im Gesicht traf und ihn mit einer Gehirnerschütterung für den Rest des Spiels außer Gefecht setzte. World Peace wurde in der Folge für sieben Spiele gesperrt. Im Heimspiel sechs Tage später gegen die Mavericks stand Harden wieder auf dem Feld und wurde 35 Minuten lang eingesetzt.
In der regulären Saison 2011/12 konnte sich Harden weiter verbessern. Er traf bei einer Quote von 39 % 114 Drei-Punkte-Würfe und somit die zwölftmeisten aller Spieler. Noch besser konnte er sich bei erfolgreichen Freiwürfen platzieren, mit 312 war er hier achter. Harden gewann den NBA Sixth Man of the Year Award als bester von der Bank kommender Spieler.
Wiederum als Sieger ihrer Division und als zweitplatziertes Team der Western Conference gingen die Thunder in die Play-offs. In der ersten Runde besiegte das Team die Mavericks mit 4:0 und konnte sich so für die Niederlage im Jahr zuvor revanchieren. In der zweiten Runde wurden die Lakers mit 4:1 besiegt und so erneut die Conference Finals erreicht. Nach einem 4:2-Erfolg gegen die San Antonio Spurs stand man in den Finals, die aber mit 1:4 gegen die Miami Heat verloren wurden.

#### 2012/2013

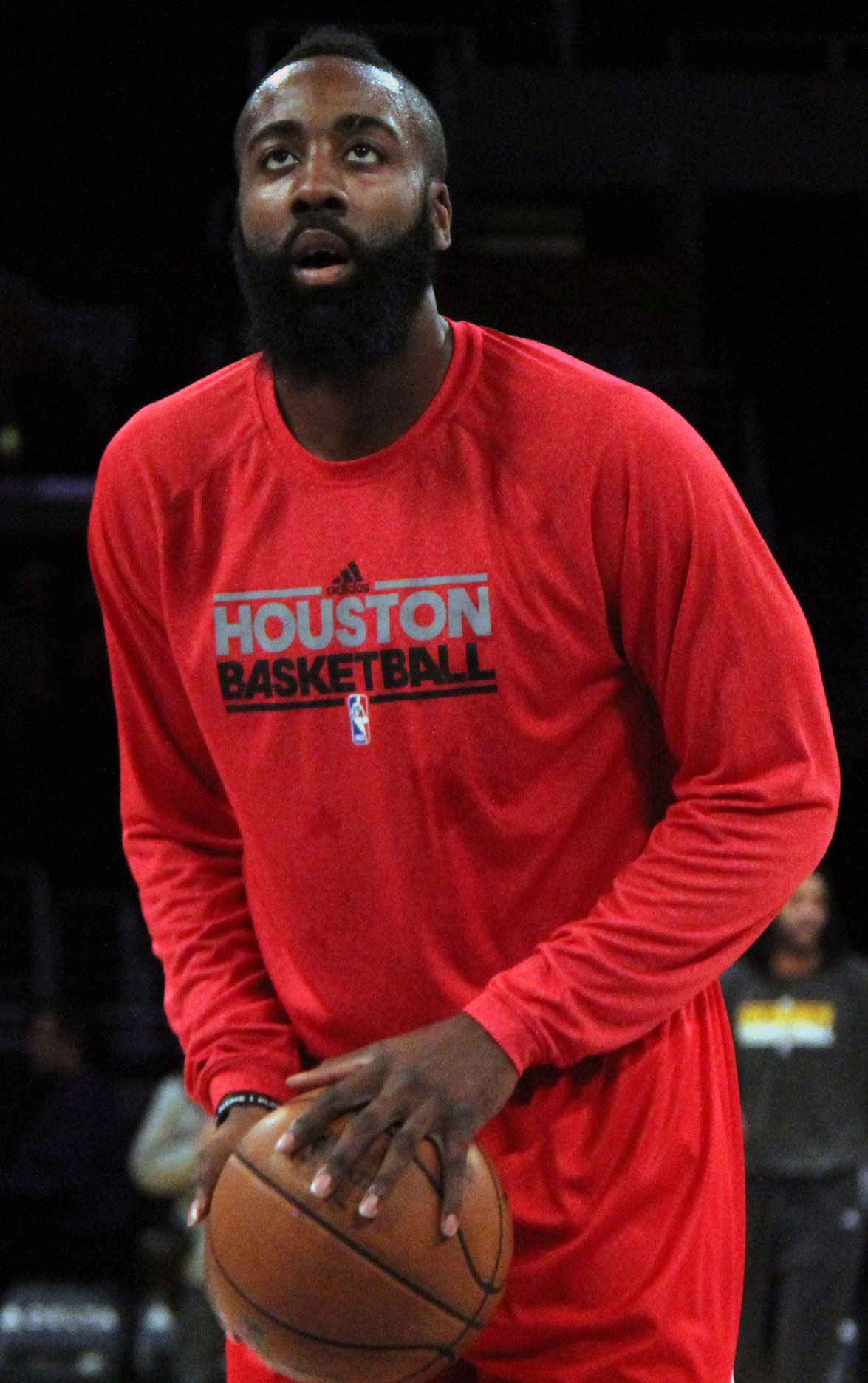
Harden in seiner ersten Saison mit den Rockets

Im Sommer 2012 einigten sich Harden und die Thunder auf Verhandlungen über eine Vertragsverlängerung. Kurz vor Saisonbeginn unterbreitete OKC Harden das finale Angebot über 4 Jahre und 52 Millionen Dollar. Dieses lehnte Harden ab. Daraufhin transferierten die Thunder Harden noch vor Beginn der Saison zu den Houston Rockets im Austausch für Kevin Martin. Bei den Rockets unterschrieb Harden einen Fünfjahresvertrag über etwas weniger als 80 Millionen Dollar.
In seinem ersten Spiel für Houston am 31. Oktober bei den Detroit Pistons, wo er anders als in Oklahoma City direkt zur Starting Five zählte, erzielte er 37 Punkte und mit 12 Assists seinen bisherigen Karrierebestwert. Nur Kiki Vandeweghe, dem in seinem ersten Spiel für Portland am 27. Oktober 1984 bei den Kansas City Kings 47 Punkte gelangen und Wilt Chamberlain mit 43 Punkten in seinem ersten NBA-Spiel für die Philadelphia Warriors gegen die New York Knicks am 24. Oktober 1960 waren im ersten Spiel für ihren jeweils neuen Club erfolgreicher. In seinem zweiten Spiel für Houston erzielte er mit 45 Punkten gegen die Atlanta Hawks einen neuen persönlichen Bestwert. Die damit erreichten 82 Punkte in den ersten zwei Spielen stellten einen neuen NBA-Rekord auf. Chamberlain erzielte 79 Punkte in den ersten beiden Spielen seiner Karriere.
Im Spiel bei den Cleveland Cavaliers am 5. Januar 2013 holte er sieben Steals und erreichte damit seinen bisherigen Karrierebestwert. Im Heimspiel gegen die Charlotte Bobcats am 2. Februar 2013 erreichte Harden das erste Triple-Double seiner Karriere. Harden wurde für das NBA All-Star Game 2013 am 17. Februar im Toyota Center in Houston als Ersatzspieler für die Western Conference ausgewählt. Am 20. Februar stellte er im Match gegen seinen früheren Club Oklahoma City im Toyota Center mit 46 Punkten und 7 Dreipunktewürfen neue Karrierebestwerte auf.
In der Regular Season kam er insgesamt auf 25,9 Punkte pro Spiel und war damit der fünftbeste Spieler in der NBA. Er bekam 792 Freiwürfe zugesprochen, womit er diese Statistik anführte. 674 davon traf er und lag in dieser Wertung nur knapp hinter Kevin Durant, der 679-mal traf. Bei den Dreipunktewürfen belegte er mit 179 Treffern den sechsten Platz.
Die Rockets erreichten als Achter der Western Conference die Play-offs. Dort unterlagen sie in der ersten Runde gegen die Oklahoma City Thunder mit 2:4, nachdem sie bereits 0:3 im Rückstand gelegen hatten.

#### 2013/2014
Im Folgejahr verstärkten sich die Rockets mit dem Center Dwight Howard, der Harden entlasten sollte. Harden belegte mit 25,4 Punkten erneut den fünften Platz in der Scoringliste. Zudem wurde er zum zweiten Mal zum NBA All-Star Game eingeladen. Mit den Rockets qualifizierte er sich für die Play-offs, schied jedoch erneut in der ersten Runde gegen die Portland Trail Blazers mit 2:4 aus.

#### 2014/2015
In der Saison 2014/15 gelang Harden am 1. April 2015 mit 51 Punkten gegen die Sacramento Kings ein Karriererekord. Bereits einige Tage zuvor erzielte er gegen die Denver Nuggets 50 Punkte. In dieser Saison gelangen ihm zudem vier Triple-Doubles, sowie zehn Spiele, in denen er mehr als 40 Punkte erzielte. Die Rockets gewannen zum ersten Mal nach 21 Jahren den Divisiontitel. In den Play-offs stieß man nach Seriensiegen gegen die Dallas Mavericks und Los Angeles Clippers in das Western-Conference-Finale, wo man dem späteren NBA-Meister Golden State Warriors mit 1:4 unterlag. Bei der Wahl zum MVP der Saison wurde Harden hinter Stephen Curry Zweiter. Bei der erstmals durchgeführten Wahl zum MVP durch die Spielergewerkschaft NBPA gewann Harden den Titel.

#### 2015/2016
In der Saison 2015/16 erzielte Harden die meisten Punkte aller NBA-Spieler (2376 in 82 Spielen) und beendete die Saison mit 28,98 Punkten pro Spiel hinter Stephen Curry (30,1) als Zweiter. Er stand 38,1 Minuten pro Spiel auf dem Platz und erreichte eine Wurfquote von 43,9 % sowie eine Freiwurfquote von 86 %. Er führte die NBA in genommenen wie getroffenen Freiwürfen, aber auch bei den Ballverlusten (4,3 pro Spiel) an. Bei der absoluten Anzahl an Ballverlusten stellte er eine Höchstmarke für die vergangenen 38 Jahre auf. Mit den Rockets qualifizierte er sich knapp am letzten Spieltag als letztes Team für die Play-offs, wo man mit 1:4 gegen die Golden State Warriors in der ersten Runde ausschied.

#### 2016/2017
Am 31. Dezember 2016 erreichte Harden im Spiel gegen die New York Knicks 53 Punkte, 16 Rebounds und 17 Assists. Es war das erste 50+/15+/15+-Triple-Double in der Liga-Geschichte.

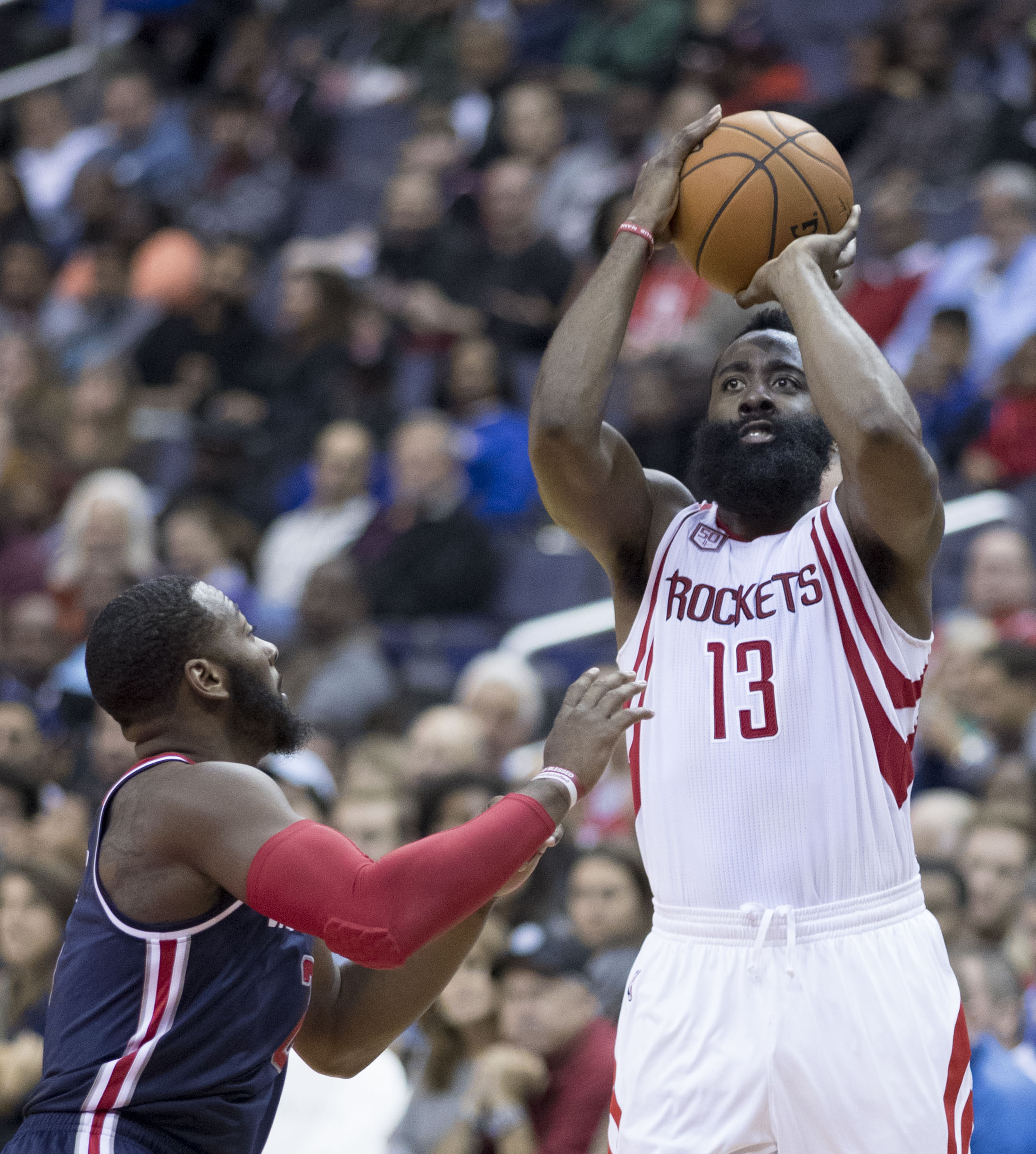
Harden wirft über John Wall (2016)

#### 2017/2018
Im Mai 2018 wurde Harden ebenso wie LeBron James einstimmig ins All-NBA First Team gewählt. Im Juni folgte die Wahl zum Most Valuable Player.

#### 2018/2019
Am 24. Januar 2019 erzielte Harden mit 61 Punkten gegen die New York Knicks seinen Karrierebestwert. Es war das fünfte Spiel der Saison, in dem er mehr als 50 Punkte machte. Am 22. März 2019 erzielte er erneut 61 Punkte beim Sieg über die San Antonio Spurs. Am Ende der Saison teilte sich Harden mit Kobe Bryant den Rekord für die meisten 30-Punktespiele in einer Saison mit insgesamt 56 Spielen. Er ist zudem nach Michael Jordan der zweite Spieler in der NBA-Geschichte, der mehr als 2700 Punkte, 500 Rebounds und 500 Assists in einer Saison erzielte und er ist zudem neben Jordan der einzige Spieler, der mehr als 30 Punkte, 7 Rebounds, 5 Assists und 2 Steals im Schnitt in einer Saison auflegte. Zum dritten Mal hintereinander wurde Harden einstimmig ins erste Team der NBA-Auswahl gewählt. 
Harden wurde Scoring-Champion mit einem außergewöhnlich hohen Schnitt von 36,1 Punkten – zudem legte er gute 7,5 Assists auf.

#### 2020/2021
Im Januar 2021 wurde Harden nach einem schwachen Saisonstart der Houston Rockets in die Eastern Conference zu den Brooklyn Nets getradet. Dort bildet er seitdem eine neue „Big Three“ mit Kevin Durant, seinem ehemaligen Mitspieler bei den Oklahoma City Thunder, und Kyrie Irving.
Im Februar und März 2021 wurde er jeweils zum "Player of the Month" der Eastern Conference gekürt.

#### 2021/2022
Am 10. Februar 2022 wurde Harden zusammen mit Paul Millsap im Tausch für Ben Simmons, Seth Curry, Andre Drummond und zwei Erstrunden-Picks an die Philadelphia 76ers abgegeben.

#### 2023/24
Im November 2023 wurde James Harden zusammen mit P. J. Tucker zu den Los Angeles Clippers transferiert.

### Nationalmannschaft

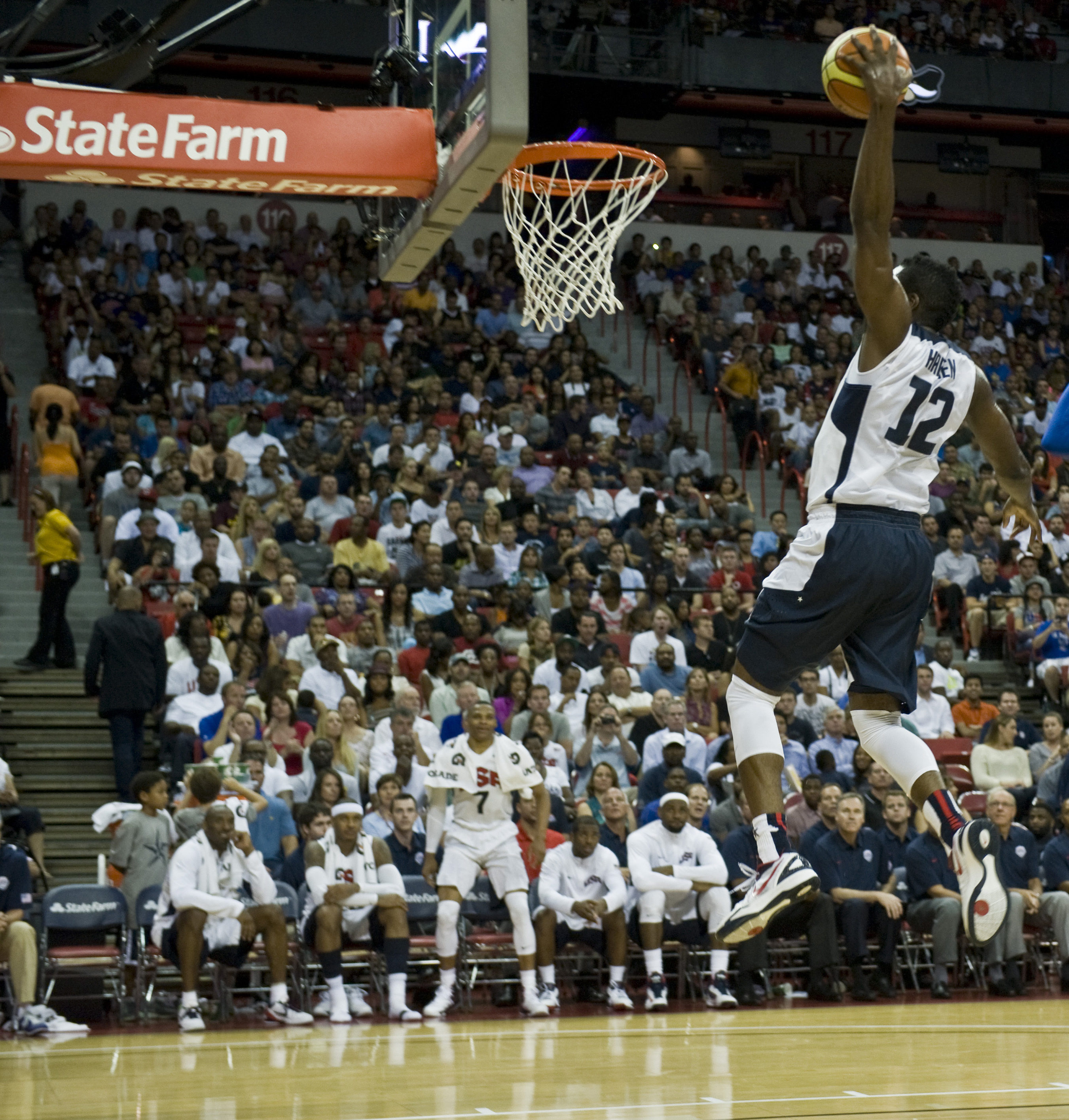
Harden im US-Nationalteam, 2012

Bei den Olympischen Sommerspielen 2012 in London gewann er mit der US-Auswahl die Goldmedaille. Er kam in acht Spielen auf eine Einsatzzeit von 74 Minuten und machte insgesamt 44 Punkte.
Bei der Basketball-WM 2014 in Spanien wurde Harden mit dem Team der USA Weltmeister. Dabei war er mit 14,2 Punkten pro Spiel bester Korbjäger seines Teams.

## Spielstil
Hardens Spielweise lebt vor allem von seinen Offensivtalenten. Er ist Linkshänder und kann sowohl mit seiner Athletik direkt den Korb angreifen als auch aus der Distanz treffsicher punkten. Er zieht viele Fouls auf sich und führt oft in den NBA-Saisonstatistiken als Spieler, der am häufigsten Freiwürfe zugesprochen bekommt. Seine Qualitäten als Spielmacher konnte er von Jahr zu Jahr steigern, sodass er in der regulären Saison 2011/12 hinter Russell Westbrook der zweitbeste Assistgeber der Thunder geworden war. Bei den Houston Rockets wurde er schnell zum wichtigsten Spieler und weist die höchste Einsatzzeit und die meisten Punkte pro Spiel auf.

## Auszeichnungen und Erfolge
- 1× NBA Most Valuable Player (MVP): 2018
- 1× NBA Sixth Man of the Year: 2012
- 6× All-NBA First Team: 2014, 2015, 2017, 2018, 2019, 2020
  - 2× All-NBA Third Team: 2013, 2025
- 11× NBA All-Star: 2013–2022, 2025
- 3× NBA Scoring-Champion: 2018, 2019, 2020
- 4× Meiste Punkte der Saison: 2015, 2016, 2019, 2020
- 1× Meiste Assists pro Spiel: 2017
- NBA All-Rookie Second Team: 2010
- Olympiasieger bei den Olympischen Sommerspielen 2012
- Weltmeister bei der Basketball-Weltmeisterschaft 2014
- NBA 75th Anniversary Team

## Rekorde
- Einziger NBA-Spieler mit 50+ Punkten, 15+ Assists und 15+ Rebounds in einem Spiel
- Meiste Punkte bei einem Triple-Double (60); geteilt mit Luka Dončić (ebenfalls 60 Punkte)
- Einziger Spieler mit 2.000+ Punkten (2.356) 900+ Assists (907) und 600+ Rebounds (659) in einer NBA-Saison
- Einziger Spieler der NBA-Historie mit 35+ Punkte (36,1) und 7+ Assists (7,5) im Schnitt über eine NBA-Saison (2018/19)
- 61 Punkte in einem Spiel; Franchise-Rekord für die Houston Rockets
- Einziger Spieler mit mindestens 30 Punkten gegen alle 29 gegnerischen Mannschaften in einer NBA-Saison (2018/19)

## NBA-Statistiken

### Reguläre Saison
| Saison   | Team                          | GP   | GS  | MPG  | FG % | 3P % | FT % | RPG | APG  | SPG | BPG | PPG  |
| -------- | ----------------------------- | ---- | --- | ---- | ---- | ---- | ---- | --- | ---- | --- | --- | ---- |
| 2009–10  | Oklahoma City                 | 76   | 0   | 22.9 | .403 | .375 | .808 | 3.2 | 1.8  | 1.1 | 0.3 | 9.9  |
| 2010–11  | Oklahoma City                 | 82   | 5   | 26.7 | .436 | .349 | .843 | 3.1 | 2.1  | 1.1 | 0.3 | 12.2 |
| 2011–12  | Oklahoma City                 | 62   | 2   | 31.4 | .491 | .390 | .846 | 4.1 | 3.7  | 1.0 | 0.2 | 16.8 |
| 2012–13  | Houston                       | 78   | 78  | 38.3 | .438 | .368 | .851 | 4.9 | 5.8  | 1.8 | 0.5 | 25.9 |
| 2013–14  | Houston                       | 73   | 73  | 38.0 | .456 | .366 | .866 | 4.7 | 6.1  | 1.6 | 0.4 | 25.4 |
| 2014–15  | Houston                       | 81   | 81  | 36.8 | .440 | .375 | .868 | 5.7 | 7.0  | 1.9 | 0.7 | 27.4 |
| 2015–16  | Houston                       | 82   | 82  | 38.1 | .439 | .359 | .860 | 6.1 | 7.5  | 1.7 | 0.6 | 29.0 |
| 2016–17  | Houston                       | 81   | 81  | 36.4 | .440 | .347 | .847 | 8.1 | 11.2 | 1.5 | 0.5 | 29.1 |
| 2017–18  | Houston                       | 72   | 72  | 35.4 | .449 | .367 | .858 | 5.4 | 8.8  | 1.8 | 0.7 | 30.4 |
| 2018–19  | Houston                       | 78   | 78  | 36.8 | .442 | .368 | .879 | 6.6 | 7.5  | 2.0 | 0.7 | 36.1 |
| 2019–20  | Houston                       | 68   | 68  | 36.5 | .444 | .355 | .865 | 6.6 | 7.5  | 1.8 | 0.9 | 34.3 |
| 2020–21  | Houston / Brooklyn            | 44   | 43  | 36.6 | .466 | .362 | .861 | 7.9 | 10.8 | 1.2 | 0.8 | 24.6 |
| 2021–22  | Brooklyn / Philadelphia 76ers | 65   | 65  | 37.2 | .410 | .330 | .877 | 7.7 | 10.3 | 1.3 | 0.6 | 22.0 |
| 2022–23  | Philadelphia 76ers            | 58   | 58  | 36.8 | .441 | .385 | .867 | 6.1 | 10.7 | 1.2 | 0.5 | 21.0 |
| 2023–24  | Los Angeles Clippers          | 72   | 72  | 34.3 | .428 | .381 | .878 | 5.1 | 8.5  | 1.1 | 0.8 | 16.6 |
| Gesamt   | Gesamt                        | 1072 | 858 | 34.7 | .441 | .364 | .861 | 5.6 | 7.1  | 1.5 | 0.6 | 24.1 |
| All-Star | All-Star                      | 9    | 6   | 25.6 | .428 | .411 | .500 | 4.7 | 5.8  | 0.8 | 0.3 | 15.9 |

### Play-offs
| Saison  | Team                 | GP  | GS  | MPG  | FG % | 3P % | FT % | RPG | APG | SPG | BPG | PPG  |
| ------- | -------------------- | --- | --- | ---- | ---- | ---- | ---- | --- | --- | --- | --- | ---- |
| 2009–10 | Oklahoma City        | 6   | 0   | 20.0 | .387 | .375 | .842 | 2.5 | 1.8 | 1.0 | 0.2 | 7.7  |
| 2010–11 | Oklahoma City        | 17  | 0   | 31.6 | .475 | .303 | .825 | 5.4 | 3.6 | 1.2 | 0.8 | 13.0 |
| 2011–12 | Oklahoma City        | 20  | 0   | 31.5 | .435 | .410 | .857 | 5.1 | 3.4 | 1.6 | 0.1 | 16.3 |
| 2012–13 | Houston              | 6   | 6   | 40.5 | .391 | .341 | .803 | 6.7 | 4.5 | 2.0 | 1.0 | 26.3 |
| 2013–14 | Houston              | 6   | 6   | 43.9 | .376 | .296 | .900 | 4.7 | 5.8 | 2.0 | 0.2 | 26.8 |
| 2014–15 | Houston              | 17  | 17  | 37.4 | .439 | .383 | .916 | 5.7 | 7.5 | 1.6 | 0.4 | 27.2 |
| 2015–16 | Houston              | 5   | 5   | 38.6 | .410 | .310 | .844 | 5.2 | 7.6 | 2.4 | 0.2 | 26.6 |
| 2016–17 | Houston              | 11  | 11  | 37.0 | .413 | .278 | .878 | 5.5 | 8.5 | 1.9 | 0.5 | 28.5 |
| 2017–18 | Houston              | 17  | 17  | 36.5 | .410 | .299 | .887 | 5.2 | 6.8 | 2.2 | 0.6 | 28.6 |
| 2018–19 | Houston              | 11  | 11  | 38.6 | .413 | .350 | .837 | 6.8 | 6.6 | 2.2 | 0.9 | 31.6 |
| 2019–20 | Houston              | 12  | 12  | 37.3 | .478 | .333 | .845 | 5.6 | 7.7 | 1.5 | 0.8 | 29.6 |
| 2020–21 | Brooklyn             | 9   | 9   | 35.7 | .472 | .364 | .903 | 6.3 | 8.6 | 1.7 | 0.7 | 20.2 |
| 2021–22 | Philadelphia 76ers   | 12  | 12  | 39.9 | .405 | .368 | .893 | 5.7 | 8.6 | 0.8 | 0.7 | 18.6 |
| 2022–23 | Philadelphia 76ers   | 11  | 11  | 38.8 | .393 | .378 | .873 | 6.2 | 8.3 | 1.8 | 0.4 | 20.3 |
| 2023–24 | Los Angeles Clippers | 6   | 6   | 40.3 | .449 | .383 | .906 | 4.5 | 8.0 | 1.0 | 1.0 | 21.2 |
| Gesamt  | Gesamt               | 166 | 123 | 36.1 | .425 | .340 | .870 | 5.5 | 6.4 | 1.6 | 0.5 | 22.7 |